# Pierre Sukejiro
Pierre Sukejirō (ベトロ助四郎, également Sukejiroo, Xukexico ou Shukeshiko) (mort exécuté le 5 février 1597, Tateyama, Nagasaki, Japon) est un domestique japonais au service de Pierre Baptiste Blásquez, sacristain, catéchiste et tertiaire franciscain martyrisé par sa foi à Nagasaki. 

## Vénération
Pierre Sukejirō est crucifié à Nagasaki avec 25 autres martyrs dont Paul Miki et Pierre Baptiste Blásquez. Il est béatifié par le pape Urbain VIII le 14 septembre 1627, canonisé par le pape Pie IX le 8 juin 1862. Il est commémoré le 6 février.